# 海底人類アンチョビー
『海底人類アンチョビー』（かいていじんるいアンチョビー）は、安永航一郎による少年漫画。『週刊少年サンデー増刊号』に1992年から1994年にかけて連載。全4巻。SFギャグ海洋学園もの。

## 概要
『陸軍中野予備校』の『少年サンデー』連載終了後、本誌で不定期連載だった『巨乳ハンター』に続いて『増刊サンデー』で連載される。
安永の作品はコミックスの発刊が途中で停止したり、期間が開くことも多いが、本作はさほど遅延なく全巻が発刊されている。
同時期に『少年キャプテン』で連載していた『頑丈人間スパルタカス』コミックスの巻末コメントでは、本作に対する『増刊サンデー』編集サイドからの圧力があったことを漏らしており、編集者から辞書を手渡されて「これに載っていない表現は使わないでください」と嫌がらせのような仕打ちを受けるなど、連載が非常に苦痛だったと記している。
安永にとっては、『県立地球防衛軍』以来続いていた『少年サンデー』系最後の連載作品となる。
手塚治虫の『海のトリトン』のオマージュないしはパロディであることが、第1話のセリフで明示されている。

## あらすじ
平凡な中学生だった新巻圭（あらまき けい）は、ある日突然、海底国家・アンチョビー王国の王子だったと明かされ、家から放り出される。さらに王国はつい先日、宿敵ホンダワラ帝国の攻撃を受け壊滅したことを、すね毛の濃い腹心・スモークから知らされる。ほとんど孤立無援となったケイ王子たちだが、ホンダワラ帝国の地上侵攻計画を阻止するため、ホンダワラの王女・オキアミスたちと、しょーもないバトルを繰り広げる。しかし物語が進むにつれ、彼らにとって驚愕の事実が明らかになる。

## 登場人物

### 主要人物
新巻 圭（あらまき けい） / アマジオ・サーモン・ケイ王子
アトランティスの流れを汲み2万年の歴史を誇ったアンチョビー王国最後の王子。海仙中学2年生→3年生。14→15歳。
倫理観に著しく欠けるアンチョビー一族の中では比較的常識的でマトモだがバカ。通称もバカ王子。戦うのが大嫌い。泳ぎも魚も苦手だったが、スモークの特訓で克服した。バカだが根は真面目なようで、文化祭に向けてヘチマの研究をしている（喫茶店の飾りとして貼り出された）。
全くの地上人として育つが、ある日エラと水かきが出来ると父親にアンチョビー王子であると打ち明けられて家を追い出される。やけくそになって玄界灘の海のトリトンになってやると豪語するが、海辺で出会ったスモークから王国の滅亡を伝えられ、中学2年1学期分、「アホな民族衣装着て盗んだ魚を食うホームレス生活」を余儀なくされる。その間に泳ぎだけは達者になったが、結局育ての父が実の父かつアンチョビー皇帝であることが判明。「繁殖（ナンパ）」のため旅だった父に代わって新巻家に戻るものの、イールらに拉致されて捕虜となり、オキアミスと結婚させられそうになったり、海底金山掘りをやらされるなど散々な目に遭う。婚姻を妨害しようとしたイールの手引きで脱出したものの、皇帝に怒られてオキアミス救出に舞い戻る羽目に。だが、皇帝の仕返しでホンダワラが壊滅し、オキアミスとモルミルスが中学に編入したためしばらくはほのぼの学園生活を送っていたが、海底要塞モリアワセを完成させたホンダワラが地上侵攻を開始したため苦悩することに。だが、圭自身は結局ほぼなにもしないままホンダワラとの休戦が成立し、背後で糸を引いていた地底共和国カランバは自滅することになった。
最終的には新巻家で親子4人暮らすことになり、オキアミスから「ばか兄貴」と呼ばれるようになったことだけがちょっと嬉しいというオチがついた。
オキアミス / アニサキス・サーモン・オキアミス王女
ホンダワラ帝国の一の剣の使い手で第3王女。というのは真っ赤な嘘で実はアンチョビー王国最後の王女。年齢はおよそ14歳。
圭に負けず劣らぬバカ。馬鹿力だけが取り柄と思われ姉のモルミルスにホンダワラ帝国先遣隊としてアンチョビー残党狩り（と称する「左遷」）に向かうよう命じられ、前線基地として銭湯「龍宮湯」を建設。経営者兼看板娘として番台に座り、毎日爺さんたちの裸を見るハメになる。このため通称は銭湯王女。
圭に幾度となく戦いを挑むが毎度失敗。必殺剣をかわされ崖から海に蹴りこまれる、火炎放射器で焼かれる、オリハリセンでシバかれるなど散々な目に遭う。だが、オキアミスを慕うイールが夜道で圭を襲撃して捕虜にしたことで本国に戻れることになったが、そこで待っていたのは圭との政略結婚。圭の脱走でご破算になったが、実は圭とは兄妹であり、仇であるはずのアンチョビーの王女だと判明し混乱する。が、それも一時のことでオリハリセンで民家を破壊したり海仙中学に編入して圭たちと学園生活を送るなどそれなりに楽しく過ごす。一方で1ヶ月間の営業停止騒ぎのあった龍宮湯が経営危機に陥るが、スモーク直伝のサービスで立ち直った。終盤、危機を知らせるためイールら部下たちを引き連れてモリアワセに乗り込むが、船の外に逃げても結局全滅だとパニックを起こし、少しだけ期待したモルミルスを落胆させる。だが、裏切り者と誹られながらも民衆を前に演説をしたことでホンダワラ国王・王妃から支持されホンダワラ国民の説得には成功した。
第1巻の戦いは単なる兄妹ゲンカ。妹だとわかってからは圭から「オキちゃん」呼ばわりされている。だが、性格的に兄妹そっくりで本人は兄と認めないと主張していたものの、中盤以降は圭と息の合ったコンビになっている。
スモーク・サーモン
アンチョビー王国親衛隊長。家を叩き出された圭が海辺で出会ったアンチョビー人。下品なまでに濃いすね毛とオールバックのオカッパ頭が特徴。性格は滅茶苦茶で必要以上に高飛車。食糧調達のため養殖ハマチを盗む、海仙中学に乱入して圭の担任教師を半殺しにする、鈴木地面の財布をくすねて3千円抜く、目の前で圭を拉致され捜索のため一直線に民家を破壊して突き進み貧しい一家のテレビを破壊する、魚屋の店先からアジを万引きして一人で食うなどやりたい放題。また、自分が地上に潜伏させた部下であるキザクラ姉弟のことをすっかり忘れ、ハザクラを相撲の反則技で叩きのめしている。挙げ句、当初スモークが圭に語っていた内容（アンチョビーは滅亡した、王族は戦いで死んだ、アンチョビー人は圭とサーモンしか残っていない、など）はすべて「嘘」という始末。
やや男色の気があるため実は圭のことが好きで、女装もわりと好きというほんまものの変態。鱗が進化した全身の毛だけで泳ぐことが可能などと特技が下品。地上人に溶け込むため圭が民族衣装をやめたため、スモークも背広姿になる。本気を出せばかなり強いが、ホンダワラとの戦いでは圭を前面に押し立てて応援しているだけ。それどころか、圭の正体をわざわざバラす、逃げ出す、相手を逆上させるなど足を引っ張りまくる。その上、毒殺対策と称して圭の食事に少しずつ毒を盛っている。
地底共和国カランバ殲滅後は海底要塞モリアワセによって壊滅した福岡市の復旧事業に参加している。巻末のおまけ漫画では主人公となっている。

### 圭の頼りにならない仲間たち
海月 くらげ（みづき くらげ）
圭のガールフレンド。寿司屋「海月寿司」の一人娘。海仙中学2年生→3年生。14→15歳。髪型は少し長めのボブカット。父は寿司職人で寝たきりの祖父がいる。
アンチョビーの民族衣装を着た圭を見てヘンタイ呼ばわりしてフッてしまうが、ドゴンとイールの上陸を目撃して襲われ圭に泣きつき、アンチョビーとホンダワラの戦いに巻き込まれていく。特技は「（作品の根幹を揺るがす）致命的なツッコミ」。イリコーン21号のマスクを取った素顔を気に入り助け、復活後は寿司屋で飼っている。
第1話でフッておきながら、圭のことが気になってなにかと世話を焼くことが多く、密かに対抗心を燃やすスモークとは若干折り合いが悪い。
戸仲井先生（となかいせんせい）
海仙中学理科担当教師。実は自衛隊関係者。30代後半。両脇が後退し襟足の長い頭髪と口ヒゲ、眼鏡が特徴。
乱入して騒動を起こしたスモークやドゴンたちが職員会議で問題になったところ全て自分に任せろと引き受けた奇特な人物。皇帝からオリハルコンを託されており圭に渡す。襲撃してきたオキアミスに火炎放射器を放つ、生徒相手にも「風邪を引くのは自己管理がなっていない」と居残りさせる、「トキが絶滅するのは生き残る根性が足りないせい」と教えるなど過激な行動・言動が目立つ。1学期の大半を欠席して成績不振に陥った圭の夏休みの宿題を徹夜で手伝わされるなど、どうでも良いときには引っ張り出されるが、圭がイールに拉致されたことをスモークから聞いたのは「丸1日経ってから」で、ダウジングよりもアテにされていない。
実は東京湾大学で多々良川と同窓。浜辺で拾ったアンチョビー人について生態を調べて学会で発表しようとしていたが、それよりも人体実験に利用した方が良いという多々良川の悪魔の囁きに負けて途中までは一緒に研究していた、しかし、なにをどうしても半魚人しか作れず多々良川の研究が一時頓挫したときに協力関係を解消したようである。その後も研究を続けた多々良川が半魚人たちを人工進化させてホンダワラ帝国を産み出したことも知っている。また、皇帝や和白とは旧知の仲で多々良川に掠われたアニサキスの行方を探っていた。
オリハルコン / オリハリセン
古代文明の遺産で強大な力を持つ思考金属。アンチョビー王族しか扱えず、所有者の望んだ形状の武器となる機能を備える。アンチョビー皇帝から戸仲井を通じて圭に渡されたが、戦いが嫌いな圭は武器を想像できず「金属バット」にしようとするがくらげたちから猛反対される。オキアミスとの一騎討ちで追い込まれた圭が「戦いはキライだがどつき漫才は大好き」との理由でハリセンにしてしまい地上最強のハリセン「オリハリセン」が誕生することになった。初登場のライマンダをシバくのに使って以降、圭から存在をすっかり忘れられ、ジーパンのポケットに仕舞い込まれていた。
圭がホンダワラの捕虜となった際にその力で脱出させるが、オリハリセンの忠告を無視した圭は「オキアミスに一撃くれてやる」などと欲をかき、水中であることを忘れてホンダワラ王宮の天井から飛び降りるという大失態を犯したせいで再び捕まる。再び脱走した圭と合流した皇帝の手に渡り本来の力を発揮。「海を真っ二つに切り裂く」、「ビームの逆噴射で地上まで猛スピードで移動する」、「オリハルコンビーム乱射で栄華を誇ったホンダワラ帝国を壊滅させる」と大活躍。その後、アンチョビー王族にしか使えないというのは「大嘘」で近所のおっさんでも使えることが判明。ビームで新巻家周辺の家屋に甚大な被害を出す。地面がフジツボで暴走した際には自爆させ、海底要塞モリアワセに乗り込んだ皇帝が要塞を外部から動かすコントローラーを狙うも大ハズレ。ただ、圭の部屋に設置された海底コンピューター「シーガイア」の起動装置として多々良川の計画を暴く役には立った。圭から「お仕置き」として股間に挟まれる屈辱を二度受けるなど不遇な扱い。また、一度だけ出た設定では地磁気を感知することで地球上なら自分がどこにいるかわかる。
イリコーン21号
地上調査任務中にダンプカーに轢かれ死にかけたところをくらげに助けられる。そのまま海仙中学の体育倉庫に匿われていたが、オキアミスから裏切り者の烙印を押され、どの道干からびて死ぬ運命だと悟り、ブチ切れて仲間のイリコーンたちに石灰をぶっかけて道連れにしようとする。干からびて死滅したかに思われたが、くらげが埋葬した墓に水をかけたところ復活。そのままレギュラーキャラクターとして定着。圭の仲間たちに加わるが台詞は少ない。
海底人の食事がわからないくらげに金魚や亀のエサを食わされるが、不幸だったのはその程度。かつての仲間たちが悲惨な扱いを受け続ける中、お洒落な服を買ってもらい出番も多いなど優遇されている。オキアミスの離反などもあって敵味方の関係がグダグダになったこともあり、昔の仲間と世間話をするなど馴れ合っている。
鈴木 地面（すずき じめん）
競泳の五輪金メダリスト。赤潮大学生→海中自衛隊三尉→海仙中学水泳部コーチ→海仙中学生→海中自衛隊三尉と様々な変遷を辿る。「洗脳」「暴走」「自爆」に縁がある。正義感も腕っ節も強いものの頭は悪い。
川で溺れかけた子供を助けようとして流木で頭を打って失神し、圭とスモークに助けられる。だが、プライド故にその事実を認めようとせず練習に打ち込んでいたが、地上人の戦力を求めていたオキアミスに目をつけられ、キンメダインに洗脳される。同じく戦力を探していた圭とスモークが財布をくすねて訪ねてきたところを襲撃し、水中戦で圭を追い込むがキンメダインの「これでどう（銅）だ」という一言に暴走してキンメダインの目に掴みかかったことで洗脳が解け、キンメダインとオキアミスを撃退。ホンダワラの脅威を体感し、このままでは人類が危ないと危機感を抱き、次のオリンピック出場を断念して海中自衛隊に志願する。
幕僚長・和白の部下として海仙中学に潜入し、圭たちを支援してホンダワラと戦うはずが、ライマンダとの水泳対決に飛び込み失敗による自爆で敗れ、耳にフジツボを入れられモルミルスの手下にされてしまう。水泳部を乗っ取ったモルミルスが何を考えたのか県予選で勝つため地面を中学生だと偽って参加させたため優勝。その後、圭を兄と認めたくないオキアミスに操られて「お兄様」となるはずが、フジツボが繁殖しすぎて暴走。オキアミスと圭に襲いかかり、オリハリセンを奪取するも逆向きに発射して自爆した。その後、「脳味噌の筋肉でフジツボをたたき割る」という荒技で原隊に復帰し海底要塞モリアワセの設計図を奪取。潜入工作員としてモリアワセに乗り込むが結局なんの役にも立たなかった。

### アンチョビー王国
超古代アトランティス文明の流れをくむ海底王国。アンチョビー「王国」だが国家元首が「皇帝」。ホンダワラとの戦争で滅亡したといわれていたが、実際には大勢生き残っており、地上でそれなりの地位に就くなどして溶け込んでいる。
アラスカ・サーモン・キング皇帝
アンチョビー王国皇帝。劇中最強の人物。圭の「育ての親」で「実の親」。地上人に幼い我が子の養育を託すつもりが、親バカすぎて心配になり「先回りして地上人になりすまし、我が子を引き取って育てた」。皇帝が国を空けている間にアンチョビーは滅んでしまったが、それは表向きの話で、実はアニサキス王妃とオキアミスが多々良川に拉致され、それぞれホンダワラとカランバの人質になっていたせいで迂闊に手出しができなかったというのが真相。オキアミスを取り返すや瞬く間にホンダワラを壊滅させた。女をたらし込むことに関しては超一流のケダモノ親父でご近所の奥さんとも懇ろの仲という。またバイセクシャルを思わせる描写があり、スモークとの背景には薔薇が描かれている。
地底共和国カランバ殲滅後は王家を解散させてサラリーマンになった。休日の家では和服で過ごす。
アニサキス王妃
アンチョビー王国王妃。その容姿はモルミルスが「老けただけ」というもので、母親の顔を知らない圭は再会するなりモルミルスの手の込んだ嫌がらせだと思い込み母親をしばき倒すことになった。それ以前にも事情を知らない圭からはアホ、マヌケ呼ばわりされている。対するアニサキスも圭を「みすぼらしい少年」などと言っている。本来は夫に負けず劣らぬ実力者だが幼いオキアミスを抱えた身では多々良川に逆らえず14年近く幽閉される。多々良川を恨んでおり「変態和尚」と呼んで「王家の呪い」をかける（＝王妃自身によるヤキを入れる）つもりだった。見かけと王妃という身分からは想像できないほどガラが悪い。
日常生活では割と家庭的で面倒見も良く、カランバ殲滅後は普通の主婦になる。ただ、モルミルスから受け取った髪飾りが圭にとってはトラウマ。
キザクラ姉弟
姉がキザクラ、弟がハザクラ。親衛隊員でスモーク直属の部下。キザクラは小柄でおしゃべり、ハザクラは巨漢で無口。
ホンダワラから最も恐れられたアンチョビーの戦士で半魚人たちを捌きまくる。だが、スモークの命令で地上での潜伏生活を送ることになり、大濠公園でカッパになりすまし美人局同然の相撲勝負を挑んでは財布を巻き上げるといういかにもスモークの部下らしいことをやっていた（圭たちは当然のようにスモークの仕業と疑う）。だが、海仙中学が海底人との共学校になったというニュースを知り、ホンダワラの侵略を受けたと勘違いして乗り込んでくる。その結果、ハザクラがスモークとの相撲対決に敗れ、お互いの正体を明かして圭たちに合流した。
その後、半魚人を捌いていた経験が魚を捌く寿司職人として生かせるのではないかと考え、アルバイトとして「海月寿司」で働くことになり、くらげの父を監禁して先輩店員に成りすまそうとしたライマンダを半殺しにした。ライマンダは突如戦線を離脱し所在不明となったキザクラ姉弟を討ち取ったと大嘘ついてボーナスをせしめ仲間との飲み会に使ったため正に自業自得の結果となる。終盤ではアニサキス救出や逃げた多々良川にトドメを刺すなど大活躍。終戦後は本格的に寿司職人を目指すことになった。
和白（わじろ）
自衛隊幕僚長。地面の上司として登場。海仙中学潜入中の地面にいちごを贈ってやるなど部下思いの上司。
後に彼自身もアンチョビーの一員と判明。ただ圭が王子だとは断固として認めたがらなかった。

### ホンダワラ帝国
急成長を遂げた海底国家。驚くべき速度で進化を続けるがそれにはある重大な秘密が隠されている。
モルミルス
ホンダワラ帝国第1王女。年齢は20歳ぐらい。特徴は黒目がちの眼とグリーンの髪、そしてトビウオ型（他にはうなぎ型）の髪飾り。もともと丈夫ではなく、地上の汚染された大気には弱く、乗り物酔いが酷いほどの胃弱。
傀儡に過ぎない両親（国王・王妃）に代わりカリスマ的リーダーとしてホンダワラを仕切っている。性格は腹黒で性悪。登場当初はツンと澄ましていたが、ホンダワラ壊滅以降はキャラが壊れはじめライマンダとコントを繰り広げるようになっていく。オキアミスの素性を知った上で、姉として散々イジメ抜いた。トドメに兄妹で結婚させようとしたが皇帝に阻止され、その仕返しでホンダワラは壊滅的打撃を被った。多々良川と手を組み海底資源の権利と引き替えに資金や資材の援助を受けていたがコケたため、再建までの期間、海仙中学に身を置くことになった。フジツボで配下にした水泳部を県予選で優勝させ、全国を狙うなどと言っている。完成したモリアワセに乗り込んだところ、乗り物酔いで活動不能状態に陥り、ゲロまみれに。モリアワセが当初の設計になかった足を持ち、操舵室がなく外部からコントロールされる仕様と知って多々良川に苦情を言いに行くが、その際に正体を現した多々良川から全てを明かされる。
彼女の正体は多々良川が作り出したアニサキスのクローン。遺伝子操作で作られたホンダワラ国民を統率するリーダーとして5歳児相当の年齢までカプセルで育成され、多々良川に洗脳・調整された。事実上同族であるためアンチョビーはホンダワラとの戦いを避けようとし、戦いに負けて滅亡したフリをした。感覚がアニサキスと繋がっているらしく、モルミルスが殴打されたときアニサキスは痛みを感じ、逆にアニサキスが圭に殴られたときはモルミルスが痛みを感じている。
多々良川の野望が失敗した後、ホンダワラ国民と共に海底に去る。その際、トレードマークの髪飾りはアニサキスに贈られた。
ライマンダ
カレイの遺伝子を持つ海底女忍者。左眼を隠す黒髪の長髪と真っ赤な忍者服が特徴。「主君にさえ恩を感じない」というのが自慢。服を脱ぐと擬態して透明同様になれるがパンツを脱ぐのを忘れたり、うっかり擬態を忘れたり、危機を切り抜けたと安堵して擬態を解きストリーキングするハメになったりと基本的にドジで潜入は大体バレている。ナイスバディの持ち主だが、すぐ裸になるせいで上島竜兵や井手らっきょと同類だと思われている。性格は主のモルミルスと同じくらいの腹黒で、アンチョビー親衛隊のキザクラ姉弟を討ち取ったと嘘をついてボーナスをせしめたり、前述のように野菜の高騰につけ込みイリコーンで一儲け企んだり、海仙中学の文化祭で“優勝するため”イカサマクイズで10クラスほど爆破するなどしている。胃弱の主と違って便秘症。
離反したオキアミスに替わって対アンチョビー戦の先頭に立つものの、思いつきでロクでもないことをしては失敗し、モルミルスから罰として傷口に「さしみ醤油」を塗られるオチがつく。海底要塞モリアワセ完成後はモルミルスの吐いたゲロの後始末ばかりしていたが、正体を現した多々良川に消されそうになり藤波の手を借りて脱走。他に行くアテがなく圭たちに合流してアニサキスの所在地を教えた。
イリコーン
粉末もしくはカプセルを水に漬けることで誕生する人型戦闘員。深海の水圧で鍛えられているせいで筋肉質。ホンダワラ帝国民に服従するよう作られている。それぞれナンバーがあるらしいが前述の21号以外はレギュラーではないため何番がオキアミスの部下で、何番がモルミルスの部下かは不明。服従本能を使いライマンダがキャベツなどの野菜に仕立て上げてボロもうけしたが、調理すると元に戻るという特性で町内を混乱に陥れた。乾燥には滅法弱く干からびて崩れるが、水をかければ元通りになるという事実上不死の存在。だが、戦闘意欲は乏しく仕事もサボりがち。なお、オキアミスの部下は常時人型でいるが、手動ポンプで海底温泉の汲み出しをさせられたり、ライマンダには熱湯や便所の水で戻されたりとかなり不遇。
本来深海での活動に使われるため地上での戦闘力はやや落ちる。そこを勘違いして侮った圭はホンダワラ国内での戦闘で歯が立たずに完敗している。

#### オキアミスの部下
序盤から登場するオキアミスの部下たち。ホンダワラ側ではオキアミスと共に帝国を離反した扱いになっている。
イール
オキアミスの部下の中では最も人間に近い姿。色黒で、頭髪の中央のみ白髪のモヒカンが特徴。イールと共に海仙中学を襲撃するが、愛刀ホンガツオの素材が魚のホネだったためあっさり敗退。その後は地上先遣隊の一員として「龍宮湯」での暮らしを余儀なくされる。オキアミスに惚れており、不遇な彼女のために頑張ろうとするが、当人同士以外には周知の事実。自室で独り言をつぶやいているのをオキアミス本人に聞かれてあっさりフラれ、圭を拉致すれば褒美をやると言われて一念発起し、夜道で圭を襲撃して掠うのに成功。褒美として「オキアミスを好きでいても良い」という許可を貰う。だが、自身の活躍で掠った圭がオキアミスと政略結婚させられると知り、婚姻を妨害するため圭を脱走させる。ドゴンたちと圭を地上まで送って本国に戻る途中、圭とアンチョビー皇帝が物凄い速度で追い抜いて行き、地上と海底を往復したアンチョビー皇帝によりホンダワラは壊滅することになったため、巻き込まれずに済んだ。
ドゴン
首長竜型の怪物。イールと共に海仙中学を襲撃するが前述の通り失敗。事実上乗り物扱いでホンダワラとの行き来に利用される。おかしな風呂桶を馬車替わりに引いて泳いだこともある。胃弱で水圧の変化に弱く吐く。7人兄弟で弟は正義の宇宙人と戦ったというのが自慢。その後、経営不振に陥った銭湯を建て直すため、圭の思いつきで「テーマパーク」にする際の目玉として扱われる。
キンメダイン
半魚人型で目が大きいのが特徴。目から怪光線を出すが、本来は「暗闇でも本が読める」程度にしか役に立たない。金メダル型のサングラスで地面を洗脳するが前述の通り余計な一言で作戦が失敗して敗れた。イール、ドゴンと並ぶ化け物トリオだが「コイツらと一緒にするな」と言った際に2人から「お前にだけは言われたくない」とツッコまれている。

### 多々良川財団
財団は隠れ蓑で実態は地底共和国カランバの地上侵攻部隊。
多々良川宗一（たたらがわ そういち）
多々良川財団会長。スキンヘッドに丸眼鏡で体格の良い男。重度のヘビースモーカーで銘柄はなんでも良く景気よく大量にふかしている。性格は豪快。その正体は地底共和国カランバ大統領。
東京湾大学在学中に戸仲井と共にアンチョビー人を発見。彼らを人体実験にかけ、進化の秘密を探ろうとするがどうやっても半魚人しか作れなかった。アンチョビーの秘密が進化を止める遺伝子にあると気づき、アニサキス王妃とオキアミス王女を拉致。王妃の遺伝子から本来通りの進化をするアンチョビー人（＝モルミルス）を作り出し、彼女を使ってホンダワラ帝国を建国させる。ホンダワラを利用して金などの海底資源を独占して巨万の富を築き、アンチョビー皇帝によりホンダワラが壊滅すると資金と資材を援助して「海底要塞モリアワセ」を作らせる。やがて、これを奪うためロシアから買い叩いた人工衛星「スパーシーボ」によるガッチン漁法でホンダワラ掃討とモリアワセによる地上侵攻を目論むも、彼の謀略を見抜いて阻止に動いたアンチョビーにより野望を挫かれる。逃亡を図ろうとするも、ハザクラの落とした自動車の下敷きになって死亡する。どの道肺ガンで長くはなかったらしい。
藤波（ふじなみ）
多々良川の会長秘書。唯々諾々と従っている様子だったが、ライマンダの逃亡を手助けし、モリアワセを狙った人工衛星の軌道プログラムをすり替えた。その正体はアンチョビーから送り込まれた工作員だった。
地底共和国カランバ殲滅後は海底要塞モリアワセによって壊滅した福岡市の復旧事業を指揮している。
アイヤー
職業的殺し屋。糸目の中国人。モルミルスが圭やスモークに手を焼くのを見かね、多々良川が送り込んだ刺客。背後が見える能力を持つが、カタカナが読めないなど頭は弱い。報酬として年金の積み立てをするなど老後の心配をしている。ブルセラ親父を同業者と勘違いして変装。くらげとサーモンに立て続けに使用済みの下着を押しつけられて撃沈した。
元ネタは連載当時に週刊少年サンデーで連載していた「ハードボイルド作品」から。

## コミックス、サブタイトル
小学館少年サンデーコミックス スペシャル全4巻
- 第1巻 ISBN 4-09-122863-1 1993年3月15日
  1. 海の底から来た男
  2. 急襲!ドゴンとイール
  3. 金目鯛へのターン
  4. 超金属オリハルコン
  5. 海底皇帝現る!
  6. プールでポン!
  7. 海底忍者ライマンダ

- 第2巻 ISBN 4-09-122864-X 1993年8月15日
  1. イリコーンの秘密
  2. 禁断の海底温泉
  3. ばか王子さん誘拐事件
  4. ばか王子さん大脱走
  5. ばか王子さん救出作戦
  6. 海底帝国崩壊
  7. 町内あほんだら大会

- 第3巻 ISBN 4-09-122865-8 1994年4月15日
  1. 恐怖!耳からフジツボ!!
  2. 超おにいさまへ…
  3. うっちゃれ屋根瓦!
  4. ライマンダの寿司
  5. 悶絶!ジュラシック銭湯
  6. ソイレント＝グリーンマン
  7. 言語道断ウルトラクイズ
  8. 暗殺者・暁に滅す

- 第4巻 ISBN 4-09-122866-6 1995年1月15日
  1. 海底要塞モリアワセ
  2. まんが日本海昔ばなし
  3. 荘厳〔ママ〕!モリアワセ要塞上陸!!
  4. 潜入!モリアワセ要塞!!
  5. モルミルス様鼻血をたらす!
  6. アニサキス様 救出大作戦
  7. 地底王国カランバ登場!!
  8. 地底王国カランバの最期